# Humbercamps
Humbercamps är en kommun i departementet Pas-de-Calais i regionen Hauts-de-France i norra Frankrike. Kommunen ligger i kantonen Pas-en-Artois som tillhör arrondissementet Arras. År 2022 hade Humbercamps 219 invånare.

## Befolkningsutveckling
Antalet invånare i kommunen Humbercamps
| Referens: INSEE |